# RTL Kinderhitparade
Die RTL Kinderhitparade war eine von 1989 bis 1992 von RTLplus ausgestrahlte Unterhaltungsshow, bei der Kinder in der Formation „Hit Kids“ Cover von bekannten Hits sangen. Produzent war Steven S. Hayland.

## Besonderheiten
Die Show wurde von dem Entertainer Frank Zander und der Hundepuppe „Herr Feldmann“ moderiert. Beide waren bereits zusammen in der ZDF-Show Vorsicht, Musik zu sehen gewesen. Frank Zander, der bereits mit der ARD-Sendung Spaß am Dienstag Erfahrung mit Kindershows hatte, schrieb die Songs um, leitete die Kinder an und sang zum Teil mit ihnen.
Die Show stand einerseits in Konkurrenz zu dem ähnlichen RTL-Show-Format Mini Stars von Matthias Krings und zum anderen zur weitaus erfolgreicheren Mini Playback Show. 1991 zog die ARD mit der Kinderhitparade Alles Banane mit Eric Schnecko (jetzt Eric Sneo) nach.

## Alben

### Die Original RTL-Plus Kinderhitparade – Folge 1
Polystar, 1989
- 1. Hit Kids – Wir sind die Hit Kids
- 2. Nadine – Schokolada und Lambada (Kaoma – Lambada)
- 3. Plunder ist schön (Nena – Wunder gescheh'n)
- 4. Taschengeld (Billy Joel – We Didn’t Start the Fire)
- 5. Der Kindereilexpress (David Hasselhoff – Flying on the Wings of Tenderness)
- 6. Du gibst mir den Rest (Tina Turner – The Best)
- 7. Geschichten sind schön (Richard Marx – Right Here Waiting)
- 8. Ich hab keine Zeit (Liza Minnelli – Losing My Mind)
- 9. Pump mir Dein Tier (Technotronic – Pump Up the Jam)
- 10. Eine Halbzeit lang (Rod Stewart – This Old Heart of Mine)
- 11. Wir Kinder haben so viel Macht (Phil Collins – Another Day in Paradise)
- 12. Bei mir im Traum
- 13. Das Gummibärchenlied
- 14. Wieder so ein Tag
- 15. Schneller als der Blitz (Don Johnson – Tell It Like It Is)
- 16. Wir sind Stars (New Kids on the Block – You Got It (The Right Stuff))

### Die Original RTL-Plus Kinderhitparade – Folge 2
Polystar, 1990
- 1. Torben – Ich bin Kurt (Frank Zander – Hier kommt Kurt)
- 2. Miriam & Daniel – Weltmeister Cup (David Hanselmann – Go Get the Cup)
- 3. Sonja – Känguruh (Roxette – Dangerous)
- 4. Isabel – Herzilein (Wildecker Herzbuben – Herzilein)
- 5. Eva & Ernst – Unsere Straße (Gianna Nannini und Edoardo Bennato – Un’estate italiana)
- 6. Tina & Yvonne – Pech bleibt Pech (Maurice Starr/New Kids on the Block – Step by Step)
- 7. Alexandra & Katja – Kinderfest (The Adventures of Stevie V – Dirty Cash (Money Talks))
- 8. Jenny – Hurra, hurra, die Schule brennt (Extrabreit – Hurra, hurra, die Schule brennt)
- 9. Volker – Ding Dong (Der kleine Vampir) (EAV – Ding Dong)
- 10. Daniel – Ich bin ein Musketier (Matthias Reim – Ich hab geträumt von dir)
- 11. Julia & Roger – Supermann (MC Sar & The Real McCoy – It’s on You)
- 12. Dijanna – Mein Schiff (Sandra – Johnny Wanna Live)
- 13. Christian – Kinderpolizei (Toto Cutugno – Inzieme 1992)
- 14. Nadine – Kindertraum (UB40 – Kingston Town)
- 15. Katrin – Aufstand in der Schule (Tina Turner – I Don’t Wanna Lose You)
- 16. Hit Kids – Wir sind die Hit Kids

### Die Original RTL-Plus Kinderhitparade – Folge 3
Polystar, 1991
- 1. Stefan & Roger – Jodeladi
- 2. Nadine – Schneewittchen (Suzanne Vega – Tom’s Diner)
- 3. Christian – Mein Schnellstes Pferd
- 4. Isabel – Nessie
- 5. Hurra, Die Schule Ist Vorbei
- 6. Jenny – Nah Neh Nah (Vaya Con Dios – Nah Neh Nah)
- 7. Volker – Kamele Sind Schnell (David Hasselhoff – Crazy For You)
- 8. Hit Kids Sind Kinder Der Sonne
- 9. Torben – Reinhard Fällt Vom Hocker (Torfrock – Beinhart)
- 10. Katja – Mit Mayonnaise
- 11. Sonja – Geburtstag
- 12. Julia – Mein Zauberer Hat Immer Zeit
- 13. David & Nama – So Bist Du Partner
- 14. Dijana – Auf Der Raupe (Roxette – Joyride)
- 15. Tina – Fantasie (Earth, Wind and Fire – Fantasy)
- 16. Hit Kids – Hitzefrei

### Die Original RTL-Plus Kinderhitparade – Folge 4
Polystar, 1991
- 1. Stefan – Mach mich nich fertig ne (Diether Krebs & Gundula Ulbrich – Ich bin der Martin, ne…?!)
- 2. Julia – Ich bin der Regenmacher (Chesney Hawkes – The one and only)
- 3. Sonja – Voll Power (Roxette – Fading like a flower)
- 4. Isabel – Mein Herzkuscheltier (Wildecker Herzbuben – Zwei Kerle wie wir)
- 5. Julia – Mein Anrufbeantworter (De La Soul – Ring Ring Ring (Ha Ha Hey))
- 6. Hit Kids – Hit Kids sind sportlich
- 7. Tina – Elefant (Jimmy Somerville – Run from love)
- 8. Gesine – Limbo Tanz (David Hasselhoff – Do the limbo dance)
- 9. Nadine – Kinderland (Cher – The Shoop Shoop Song (It’s in His Kiss))
- 10. Julie – Einmal hü, einmal hott (Crystal Waters – Gypsy Woman (La Da Dee La Da Da))
- 11. Torben – Ich bin Ringo (Truck Stop – Alles Bingo)
- 12. Christian – Hey Sputnik (Alice Cooper – Hey stoopid)
- 13. Volker & Sina – Blitz oder Donner (Zucchero – Senza una donna)
- 14. Stefan – Einmal im Disneyland sein (Michael Bolton – Love is a wonderful thing)
- 15. Hit Kids – Wer will mit verreisen
- 16. Sandra – Kleine nette Wesen (R.E.M. – Shiny Happy People)

Alle Songs wurden zusätzlich auf einer Zweit-CD als Playback-Version zum Mitsingen veröffentlicht.

### Die Original RTL-Plus Kinderhitparade – Folge 5
A Cappella, 1992
- 1. Stefan – Das ganze Leben ist ein Witz (Hape Kerkeling – Das ganze Leben ist ein Quiz)
- 2. Julia – Du hast mich verhext (Salt ’n’ Pepa – Let's talk about sex)
- 3. Stefan – An den Marterpfahl (Garland Jeffreys – Hail! Hail! Rock 'n' Roll)
- 4. Julia – Schule bleibt zu (Could've seen you)
- 5. Nadine – Vergessen (Army of Lovers – Obsession)
- 6. Tina – Ich wär gern der Mann im Mond (Die Prinzen – Mann im Mond)
- 7. Sandra – Cinderella (Shanice – I love your smile)
- 8. Die Hit Kits – Europas Kinder
- 9. Eva – Sag einfach Jambo (Erste Allgemeine Verunsicherung – Jambo)
- 10. Gesine – Unsere Welt (Clouseau – Close Encounters)
- 11. Simon & Miriam – Hit Kids Marsch (Radetzky-Marsch)
- 12. Volker – Ich bin Pirat (Pur – An so 'nem Tag)
- 13. Sonja – Ich bin ein Rockstar (Tina Turner – Love Thing)
- 14. Isabel – Meine Katze (Münchener Freiheit – Liebe auf den ersten Blick)
- 15. Die Hit Kits – Hit Kids steh’n auf Rock ’n’ Roll
- 16. Cristian – Die Geister sind los (Queen – The Show Must Go On)